# Seznam županov Občine Moravče
Na tem seznamu so župani Občine Moravče v vseh njenih oblikah. V oklepajih so navedene začetne in končne letnice županovanja.

## Zgodovinski župani Občine Moravče
- Janez Lavrač (1853-1866), župan
- Luka Pirnat (1866-1880), župan
- Janez Cerar (1880-1888), župan
- Ignacij Klopčič (1888-1899, 1903-1912), župan
- Janko Toman (1899-1903), župan
- Anton Cerar-Martinka (1912-1931), župan
- Ignac Tomc (1931-1935), župan
- Ignac Lavrič (1936-1941), župan
- Josip Napokoj (1941-1942), komisar
- Ivan Fugar (1942-1944), komisar
- Ivan Pustotnik (1945-1947), predsednik Krajevnega ljudskega odbora
- Franc Vehovec-VOJSKA (1947), predsednik Krajevnega ljudskega odbora
- Janez Kos-Planinc (1947-1949), predsednik Krajevnega ljudskega odbora
- Franc Lebar (1949-1952), predsednik Krajevnega ljudskega obora
- Martin Klopčič-Mokota (1952-1959), predsednik Občinskega odbora
- Jože Otolani (1959-1970), predsednik Krajevne skupnosti
- Ivan Korošec (1970-1978), predsednik Krajevne skupnosti
- Vinko Stupica (1978-1982), predsednik Krajevne skupnosti
- Peter Janežič (1982-1990), predsednik Krajevne skupnosti
- Franc Capuder (1990-1994), predsednik Krajevne skupnosti

## Župani po ponovni ustanovitvi občine Moravče
Občina Moravče je bila v Republiki Sloveniji ustanovljena leta 1995. 
- Matjaž Kočar (1995-2000), župan
- Ljudmila Novak (2001-2004), županja
- Martin Rebolj (2004-2018), župan
- Milan Balažic (2018- ), župan